# Akuji the Heartless
Akuji the Heartless é um jogo de ação e aventura desenvolvido pela Crystal Dynamics e publicado pela Eidos Interactive . Foi lançado para o PlayStation em 31 de dezembro de 1998, na América do Norte e em fevereiro de 1999 na Europa. O jogo recebeu críticas mistas dos críticos após o seu lançamento.

## Enredo
O jogo gira em torno do padre vudu e guerreiro Akuji (dublado por Richard Roundtree), que teve seu coração arrancado no dia do casamento, e através do uso de magia vodu agora é amaldiçoado a vagar pelo submundo.
No entanto, Kesho (dublado por Jamesetta Bunn), sua futura noiva, encontra-o no inferno e fala com ele em forma de alma, informando-lhe que Orad, irmão do próprio Akuji, orquestrara seu assassinato. Ela implora a Akuji para escapar e pará-lo, pois suas famílias estão se preparando para a guerra, e Orad está se preparando para sacrificá-la aos deuses.
Após viajar através do primeiro nível do submundo e consultar o loá Barão Samedi (dublado por Petri Hawkins-Byrd) Akuji descobre que ele tem uma chance de redenção: caso atravesse o inferno e colete as almas de seus ancestrais, que o Barão despreza por seu mal, este concederá a Akuji uma passagem segura para fora do submundo.
Em seu caminho, ele também deve derrotar os guardiões de cada um dos portões do espírito, o que lhe permitirá avançar em sua busca pelas almas.

## Desenvolvimento
Akuji the Heartless foi construído no Gex: Entre no Gecko motor do jogo .

## Recepção
A Next Generation analisou a versão PlayStation do jogo, classificando-a com três estrelas em cinco, e afirmou que "a Crystal Dynamics certamente forneceu aos jogadores um sólido título de ação com imaginação suficiente para agradar aqueles que possuem uma propensão para o macabro. No entanto, os controles e animações brutais impedem que Akuji entre de verdade no centro das atenções do gênero."

O jogo recebeu críticas mistas de acordo com o site de agregação de revisão GameRankings .  